# Expédition Peary de 1908-1909

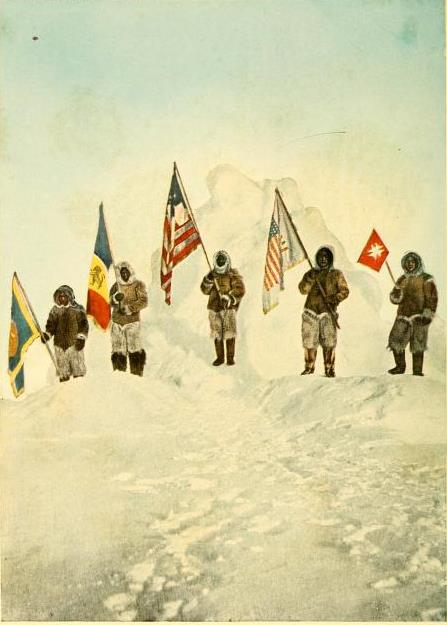
L'Équipe de Peary au pôle Nord le 6 avril 1909.

L'expédition Peary de 1908-1909 est la sixième expédition dans l'Arctique de Robert Peary et sa troisième tentative pour atteindre le pôle Nord. Elle se termine sur un succès le 6 avril 1909 et met fin à la quête de 23 ans de Peary d'atteindre le pôle Nord. La contribution au développement de la science de l'expédition est faible car le but recherché est une conquête géographique.
Immédiatement après son retour, la réussite de Peary est toutefois remise en question par Frederick Cook qui déclare qu'il a lui atteint le pôle Nord plus tôt : le 21 avril 1908. Ce différend n'a pas été clarifié à ce jour, bien que dans la seconde moitié du XXe siècle, les historiens s'accordent à dire que Peary n'a pas atteint le pôle Nord.